# Ernest Thesiger
Pour les articles homonymes, voir Thesiger (homonymie).
Ernest Thesiger est un acteur britannique né et mort à Londres (15 janvier 1879 - 14 janvier 1961).

## Biographie
Après avoir envisagé une carrière de peintre et étudié à la Slade School of Fine Art (où il rencontre son futur beau-frère William Ranken), il opte pour le métier de comédien et débute au théâtre en 1909. Il apparaît au cinéma dès 1916. En 1932, son ami James Whale lui permet de connaître une seconde carrière aux États-Unis en l'engageant sur le film Une soirée étrange, qui le fait connaître du public américain. En 1935, Whale le fait à nouveau tourner dans  La Fiancée de Frankenstein, où il tient son rôle le plus célèbre, celui du savant fou Pretorius. Après-guerre, il travaille principalement au théâtre, tout en continuant de tenir de nombreux rôles secondaires au cinéma.
En 1960, il est fait Commandeur de l'Empire britannique. L'année suivante, il meurt peu après le tournage de son dernier film, Le Visage du plaisir.

## Filmographie
- 1916 : The Real Thing at Last : Witch
- 1918 : The Life Story of David Lloyd George : Joseph Chamberlain
- 1918 : Nelson : Wiliam Pitt
- 1919 : A Little Bit of Fluff : Bertram Tully
- 1921 : The Bachelor's Club : Israfel Mondego
- 1921 : The Adventures of Mr. Pickwick : Mr. Jingle
- 1922 : Number Thirteen[1]
- 1929 : Week-End Wives
- 1929 : The Vagabond Queen : Lidoff
- 1930 : Ashes : Announcer
- 1932 : Une soirée étrange (The Old Dark House) : Horace Femm
- 1933 : The Only Girl : The Chamberlain
- 1933 : Ich und die Kaiserin : (English language version)
- 1933 : Le Fantôme vivant (The Ghoul) : Laing
- 1934 : Mon cœur t'appelle : Fevrier (English version)
- 1935 : La Fiancée de Frankenstein (Bride of Frankenstein) : Dr Pretorius
- 1935 : The Night of the Party : Chiddiatt
- 1936 : The Man Who Could Work Miracles : Mr. Maydig
- 1938 : Lightning Conductor : Professor
- 1938 : They Drive by Night : Walter Hoover
- 1938 : The Ware Case : Carter
- 1943 : My Learned Friend : Ferris
- 1943 : Combat éternel (The Lamp Still Burns) : Chairman
- 1944 : Don't Take It to Heart : Justices' Clerk
- 1944 : Henry V (The Chronicle History of King Henry the Fift with His Battell Fought at Agincourt in France) : The French Ambassador
- 1945 : A Place of One's Own : Dr Marsham
- 1945 : César et Cléopâtre (Caesar and Cleopatra) : Theodotus
- 1946 : Amour tragique (Beware of Pity) : Baron Emil de Kekesfalva
- 1947 : The Ghosts of Berkeley Square : Dr Cruickshank of Psychical Research Society
- 1947 : The Man Within : Farne
- 1947 : Jassy : Sir Edward Follesmark
- 1948 : Brass Monkey : Ryder-Harris
- 1948 : Le Mystère du camp 27 (Portrait from Life) de Terence Fisher : Bloomfield
- 1948 : The Winslow Boy : Mr. Ridgeley Pierce
- 1948 : Quartet : Henry Dashwood (segment "Colonel's Lady, The)
- 1949 : The Bad Lord Byron : Count Guiccioli
- 1950 : Vacances sur ordonnance (Last Holiday) : Sir Trevor Lampington
- 1951 : Rires au paradis (Laughter in Paradise) : Endicott
- 1951 : L'Homme au complet blanc (The Man in the White Suit) : Sir John Kierlaw
- 1951 : La Boite magique (The Magic Box) : Man
- 1951 : Scrooge : The Undertaker
- 1952 : The Woman's Angle : Judge
- 1953 : The Million Pound Note : Mr. Garrett, Bank Director
- 1953 : La Tunique (The Robe) : Emperor Tiberius
- 1953 : Meet Mr. Lucifer : Mr. Macdonald
- 1954 : Thought to Kill
- 1954 : Détective du bon Dieu (Father Brown) : Vicomte
- 1955 : Make Me an Offer : Sir John
- 1955 : Fièvre blonde (Value for Money) : Lord Dewsbury
- 1955 : Les Aventures de Quentin Durward (The Adventures of Quentin Durward) : Lord Crawford
- 1955 : An Alligator Named Daisy : Notcher
- 1956 : Un détective très privé : Sir Walter
- 1956 : Trois hommes dans un bateau (Three Men in a Boat)) : 3rd Old Gentleman
- 1957 : Toubib en liberté (Doctor at Large) : First Examiner
- 1957 : Joyous Errand (TV) : Mr. Skaife
- 1957 : The Truth About Women de Muriel Box : Juge
- 1958 : De la bouche du cheval (The Horse's Mouth) : Hickson
- 1959 : La Bataille des sexes (The Battle of the Sexes) : le vieux MacPherson
- 1960 : Amants et Fils (Sons and Lovers) : Henry Hadlock
- 1961 : The Roman Spring of Mrs. Stone : Stefano
- 1962 : Invitation to Murder : Millionaire